# MonetDB
MonetDB ist ein freies, spaltenorientiertes relationales Datenbankverwaltungssystem. Es ist ein Open-Source-Projekt, das seine Ursprünge am Centrum Wiskunde & Informatica in Amsterdam hat.
MonetDB folgt den SQL-Standards und bietet Schnittstellen via ODBC und JDBC. Als Programmiersprachen werden C, C++, Java, JavaScript (Node.js), Perl, PHP, Python, R und Ruby unterstützt. Serverseitige Skripte sind in SQL, C und R möglich. MonetDB fragmentiert die Datenbanktabellen spaltenorientiert im Speichermodell, sodass bei bestimmten Abfragen Geschwindigkeitsvorteile entstehen. Spaltenorientierte Datenstrukturen existieren oft bei Daten, die für statistische Analysen genutzt werden. Es gibt eine Möglichkeit mit R Analysen direkt auf Datenbankebene durchzuführen, sodass MonetDB insbesondere für Daten mit späterer Anwendung im Data Mining genutzt wird.